# Premiered by Ellington
Premiered by Ellington  is een album van de Amerikaanse pianist, componist en bandleider Duke Ellington, opgenomen in 1953. Het was het eerste album, waarop hij alleen maar nummers van anderen speelde.
Het album kwam oorspronkelijk uit als een 10" album and was Ellingons eerste plaat op het label Capitol-label. Het catalogusnummer was H 440. De plaat verscheen indertijd ook op een dubbel-EP (EBF 440), in Amerika, maar ook in een Duitse en Zweedse persing. Het album is niet op cd verschenen maar de tracks staan wel op The Complete Capitol Recordings of Duke Ellington, uitgebracht door Mosaic Records in 1995.
AllMusic gaf het album drie sterren (van vijf). 'The Encyclopedia of Populair Music' waardeerde het eveneens met drie sterren.

## Tracks
1. "My Old Flame" (Sam Coslow, Arthur Johnston) - 3:13
2. "Three Little Words" (Bert Kalmar, Harry Ruby) - 3:45
3. "Stormy Weather" (Harold Arlen, Ted Koehler) - 3:12
4. "Cocktails for Two (Coslow, Johnston) - 2:58
5. "Flamingo" (Ed Anderson, Ted Grouya) - 3:42
6. "Stardust" (Hoagy Carmichael, Mitchell Parish) - 2:29
7. "I Can't Give You Anything But Love" (Dorothy Fields, Jimmy McHugh) - 3:11
8. "Liza" (George Gershwin, Gus Kahn, Ira Gershwin) - 3:14

## Bezetting
- Duke Ellington – piano
- Cat Anderson, Willie Cook, Ray Nance, Clark Terry - trompet
- Quentin Jackson, Juan Tizol, Britt Woodman - trombone
- Jimmy Hamilton - clarinet, tenorsaxofoon
- Rick Henderson - altsaxofoon
- Russell Procope - altosaxofoon, klarinet
- Paul Gonsalves - tenorsaxofoon
- Harry Carney - baritonsaxofoon, basklarinet
- Wendell Marshall - contrabas
- Butch Ballard - drums